# Río Putani
El río Putani es un curso natural de agua que nace en Chile en la divisoria que separa su cuenca de la del río Caracarani (parte superior del río Lluta) y continua su trayecto describiendo un sector de círculo que cambia su dirección desde noroeste hasta oeste con la que cruza hacia Bolivia y desemboca en la ribera sur del estero Colpas, poco antes de que este entregue sus aguas al río Uchusuma.: 88 
(No confundir con el río Putana de la cuenca del salar de Atacama.)

## Trayecto

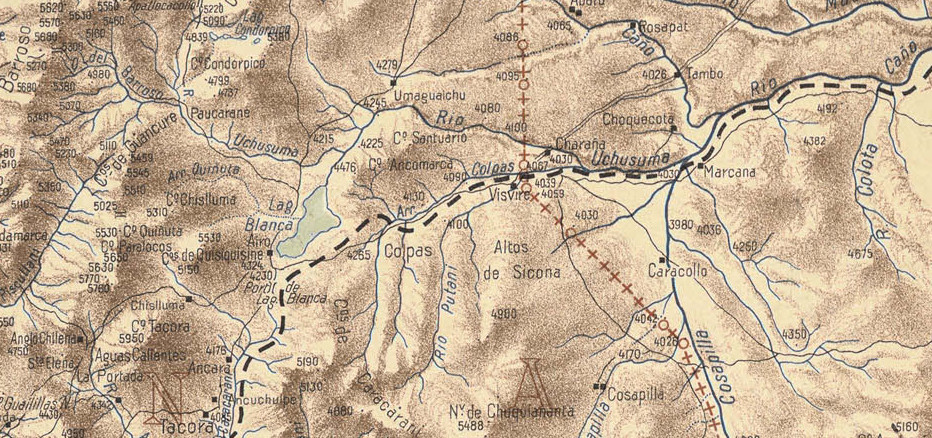
Cuenca del río Uchusuma en un mapa de Luis Risopatrón, Ossandon y Boloña de 1910, previo al Tratado de límites de 1929. Ver mapa completo.

En el mapa de la zona publicado por las FF.AA. de los EE. UU. con una escala de 1:250000, el arroyo Colpas aparece con el nombre quebrada Coipacoipani.

## Historia
Francisco Astaburuaga escribió en 1899 en su obra póstuma Diccionario geográfico de la República de Chile sobre el lugar:
Putani.-—Paraje en el departamento de Tacna no distante de Tacora y por las cercanías de Palca. Su nombre viene del quichua putai. brotar lo sembrado.
Luis Risopatrón]] lo describe brevemente:: 720 
Putani (Rio) 17° 38' 69° 32' Es de corto caudal, corre hácia el N E i se vácia en la márjen S del arroyo Colpas, del rio Uchusuma. 62, n, p. 400; 87, o. 578; 116, p. 40 i 302; 134; 155, p. 603; i 156.